# Assicurazioni Generali
Assicurazioni Generali S.p.A. er et italiensk forsikringsselskab med hovedkvarter i Trieste. I 2019 var omsætningen på 94,6 mia. euro, og der var 72.000 ansatte.
Virksomheden blev etableret 26. december 1831, som Imperial Regia Privilegiata Compagnia di Assicurazioni Generali Austro-Italiche. På daværende tidspunkt var Trieste den vigtigste havn i Kejserriget Østrig.
Generali driver primært virksomhed i Europa, Mellemøsten og Østasien. De har betydelige markedsandele Italien, Tjekkiet, Polen, Ungarn, Tyskland (under navnet Generali Deutschland), Frankrig, Østrig, Slovenien, Nederlandene, Kroatien, Serbien (Generali Osiguranje), Spanien, Schweiz, Rumænien, Israel, Japan, Kina og Bosnien Herzegovina.
I Italien er nogle af de primære datterselskaber Genertellife, Alleanza Assicurazioni, Generali Italia og Banca Generali.